# Lisa Seagram
Lisa Seagram (nom de scène de Ruth Browser) est une actrice américaine née le 7 juillet 1936 à Brooklyn (New York, États-Unis) et morte le 1er février 2019 à Burbank en Californie. 
Active dans le cinéma italien, elle est surtout connue pour ses rôles dans le giallo Les Cousines (1969), Les Ambitieux (1964) et Opération Caprice (1967).

## Biographie
Linda Seagram  est la fille de Harry Browser, un policier de la ville de New York. Elle a travaillé en tant que graphiste après avoir obtenu son diplôme de l'université. Agissant sur la suggestion d'un ami, elle a commencé à travailler comme modèle puis a étudié le théâtre pendant trois ans, ce qui lui a permis de décrocher un petit rôle dans les Ombres (1959).
Après avoir pris sa retraite d'actrice, Lisa Seagram s'est reconvertie dans l'immobilier commercial. 
Dans les années 1980, elle a créé l'école pour acteurs Acteurs 2000 à Hawaii puis a transféré l'école à Los Angeles.

## Filmographie

### Actrice

#### Cinéma
- 1958 : Shadows de John Cassavetes (non créditée)
- 1961 : L'Américaine et l'Amour (Bachelor in Paradise) de Jack Arnold : secrétaire de Niles (non créditée)
- 1961 : Love in a Goldfish Bowl (en) de Jack Sher (non créditée)
- 1961 : L'étau se resserre (Man-Trap) d'Edmond O'Brien : Yolande Thaw (non créditée)
- 1963 : T'es plus dans la course, papa ! (Come Blow Your Horn) de Bud Yorkin : invitée de la fête (non créditée)
- 1964 : La Maison de madame Adler (A House Is Not a Home) de Russell Rouse : Madge
- 1964 : Les Ambitieux (The Carpetbaggers) d'Edward Dmytryk : secrétaire de Moroni
- 1964 : Rivalités (Where Love Has Gone) d'Edward Dmytryk : Edna - Fille du bar (non créditée)
- 1967 : Opération Caprice (Caprice) de Frank Tashlin : Mandy
- 1969 : 2000 Years Later (en) de Bert Tenzer : Cindy
- 1969 : El Puro, la rançon est pour toi (La taglia è tua... l'uomo l'ammazzo io!) d'Edoardo Mulargia : propriétaire du bar
- 1969 : Les Cousines (Yellow: Le cugine) de Gianfranco Baldanello : Marta Garbini
- 1973 : Les Nouveaux Contes de Canterbury (Canterbury No. 2 - nuove storie d'amore del '300) de Joe D'Amato : guerrière grecque (non créditée)
- 1974 : La Cousine (La cugina) d'Aldo Lado : meurtrière (non créditée)
- 1976 : La studentessa (it) de Fabio Piccioni : Gabriella

#### Télévision

##### Séries télévisées
- 1962 : The Gallant Men : Angela
- 1963 : Gunsmoke : une fille / Saloon Girl
- 1963 : La Grande Caravane : Esther
- 1963 : My Three Sons : Maria
- 1963 : Sur le pont, la marine ! : Rita Howard
- 1964 : Ma sorcière bien aimée : Janine Fleur / Sarah Baker
- 1964 : The Farmer's Daughter : Gina Abbondanza
- 1964-1965 : L'Homme à la Rolls : Princess / Matilda / Pandora Shriner / ...
- 1965 : Mon Martien favori : Felicia Fratoli
- 1965 : Wendy and Me
- 1965-1966 : The Beverly Hillbillies : Edythe Brewster
- 1966 : Annie, agent très spécial : Miss. Karum
- 1966 : Cher oncle Bill : Miss Larrabee
- 1966 : Honey West : Connie Phillips
- 1966 : My Brother the Angel : Marcella
- 1966 : Perry Mason : Robin Spring
- 1966 : The Double Life of Henry Phyfe : belle fille

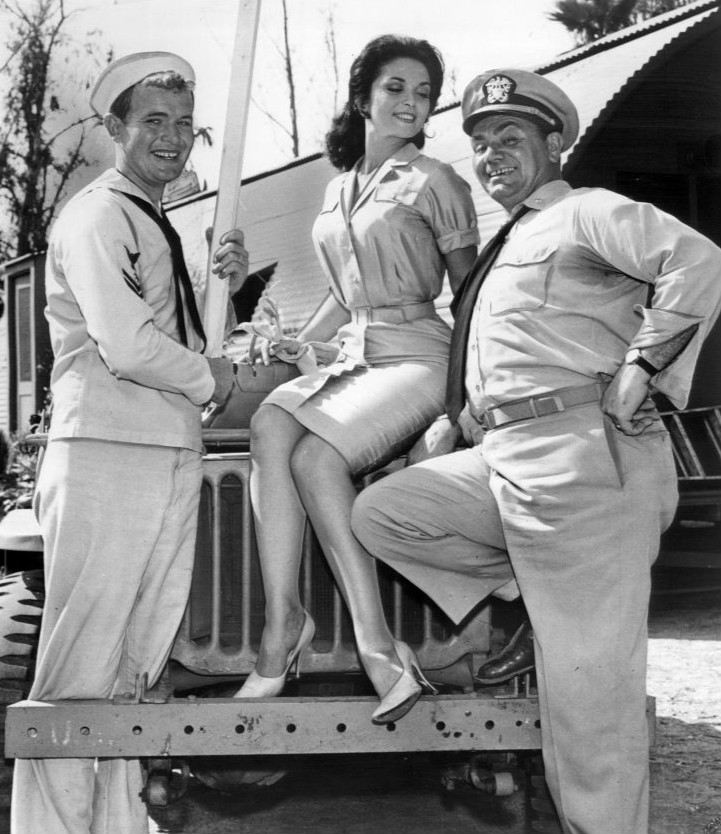
Lisa Seagram avec Gary Vinson (à gauche) et Ernest Borgnine (à droite) dans Sur le pont, la marine ! (1964).

- 1967 : Batman : Lila

##### Téléfilms
- 1961 : Las Vegas Beat : serveuse du casino

### Réalisatrice

#### Cinéma
- 1997 : Paradise Pictures

### Productrice

#### Courts-métrages
- 2001 : You Never Know

### Parolière

#### Séries télévisées
- 1963 : Sur le pont, la marine !

### Scénariste

#### Cinéma
- 1997 : Paradise Pictures